# Degeneriaceae
Las degeneriáceas (Degeneriaceae) son una familia de Angiospermas del Orden Magnoliales. Consta de un único género Degeneria I.W. Bailey & A.C. Smith, 1942 con una especie, que se distribuyen exclusivamente por las islas Fiyi.

## Descripción
- Árboles grandes, aromáticos. Indumento ausente.
- Hojas alternas, simples, enteras, pinnatinervias, pecioladas, sin estípulas, con puntos glandulares de células secretoras de aceites esenciales. Estomas parasíticos.
- Tallos con nodos 3- o 5-lacunares, médula con diafragmas transversos de esclereidas.
- Plantas hermafroditas.
- Flores perfectas, grandes, actinomorfas, hipóginas, solitarias y péndulas en el extremo de pedúnculos supraaxilares bracteados aproximadamente en el medio. Receptáculo ligeramente convexo, disco hipógino ausente. Sépalos 3, univerticilados, persistentes; pétalos 12-25, imbricados, en 4-6 verticilos o en espiral, carnosos, caducos, sésiles; estambres 30-50, en 3-4 verticilos o en espiral, libres, laminares, trinervados, anteras adnatas, abaxiales, inmersas, con dos pares de microesporangios longitudinalmente dehiscentes; estaminodios 3-10, intrastaminales, cuculados hacia dentro, similares a los estambres, no petaloides; carpelo 1, incompletamente cerrado en la antesis, superficies estigmáticas extendiéndose a lo largo de los bordes aplicados, las papilas estigmáticas entrelazadas cierran la abertura; óvulos 20-32, anátropos, bitégmicos, crasinucelados, placentación laminar, en forma de una fila submarginal a cada lado del carpelo (o bien marginal, y las placentas desplazadas hacia el interior por el engrosamiento de los bordes del carpelo), funículos ausentes en una fila y largos en la otra, con obturador funicular grande.
- Fruto en folículo más o menos carnoso o correoso, epicarpio duro, dehiscente por la sutura ventral tras caer al suelo.
- Semillas 20-30, aplanadas, exotesta delgada, sarcomesotesta naranja o roja, endotesta lignificada, endospermo abundante, oleoso, ruminado, embrión muy pequeño, con 3(-4) cotiledones.
- Polen navicular, anasulcado, superficie psilada, colpo naciendo en el polo distal, de longitud variable, a veces dando una vuelta casi completa; ectexina amorfa, endexina granular.
- Número cromosómico: 2n = 24.

## Ecología
Polinización cantaridófila. La flor es protógina (funcionalmente femenina) al abrirse, los estaminodios y los pétalos encierran los estambres; al día siguiente, los estaminodios se pegan al carpelo, exponiendo los estambres dehiscentes, que cubren de polen los escarabajos que las visitan (o sea, es funcionalmente masculina).

## Fitoquímica
Glucósidos derivados de la quercetina y sustancias cianogenéticas presentes. Proantocianidinas y alcaloides aparentemente ausentes.

## Posición sistemática
Los datos conocidos permiten suponer que la flor de Degeneria era originalmente multicarpelada y que formaba inflorescencias. La exina del grano de polen ha sido interpretada como primitivamente sin columelas, es decir, muy primitiva. Desde su descripción original, la familia ha sido correctamente asociada con Himantandraceae y Magnoliaceae en el Orden Magnoliales, si bien las Eupomatiaceae parecen más cercanas por la anatomía del xilema. El APW (Angiosperm Phylogeny Website) considera que es el grupo hermano de la familia Himantandraceae en un clado medio de la evolución del Orden (cf. AP-website).

## Táxones incluidos
Género Degeneria I.W. Bailey & A.C. Smith, 1942
- Especie Degeneria vitiensis I.W. Bailey & A.C. Smith, 1942

Islas Fiyi
- Subespecie vitiensis
- Subespecie roseiflora (John M. Mill., 1988) Doweld, 2003